# Hitachi (företag)
Hitachi Ltd. Corporation (株式会社日立製作所, Kabushiki-Gaisha Hitachi Seisakusho) är ett japanskt företag i Dai-Ichi Kangyo Group. Företaget är moderbolag i en stor industrigrupp.
Företaget producerade första lingrävaren 1949 (U05) och den första hydrauliska maskinen 1965 (UH03).

## Verksamhetsområden
(För varje område anges dess andel av koncernens omsättning för det räkenskapsår som avslutades 31 mars 2015.)
- Informations- och telekomsystem (19 %)
- Kraftsystem (4 %)
- Infrastruktursystem (15 %)
- Elektroniksystem och elektronisk utrustning (10 %)
- Byggnadsmaskiner (7 %)
- Funktionsmaterial (14 %)
- Fordonssystem (9 %)
- Hemelektronik (7 %)
- Övrigt (bland annat logistik) (12 %)
- Finansiella tjänster (3 %)

### Avdelningar
Hitachi Construction Machinery är Hitachis avdelning för entreprenadmaskiner. I produktsortimentet ingår grävmaskiner i varierande storlekar på band och hjul. Även hjullastare, tipptruckar och kranar finns i sortimentet..
Det europeiska huvudkontoret finns i Oosterhout, Nederländerna.